# Crypsithyris falcovalva
Crypsithyris falcovalva är en fjärilsart som beskrevs av Bland 1976. Crypsithyris falcovalva ingår i släktet Crypsithyris och familjen äkta malar.
Artens utbredningsområde är Ghana. Inga underarter finns listade i Catalogue of Life.